# ميغامان محارب النت
ميغامان محارب النت مسلسل أنمي ياباني من إنتاج إستديو زيبيك عرض لأول مره في 4 مارس 2002 واستمر عرضه حتى 31 مارس 2003 تمت دبلجة المسلسل للغة العربية .

## روابط خارجية
- MegaMan NT Warrior official website
- ShoPro's Rockman EXE website (باليابانية)
- TV Tokyo's Rockman EXE website (باليابانية)
- TV Tokyo's Rockman EXE Axess website (باليابانية)
- TV Tokyo's Rockman EXE Stream website (باليابانية)
- TV Tokyo's Rockman EXE Beast website (باليابانية)
- Rockman-exe Online fansite
- ميغامان محارب النت على موقع IMDb (الإنجليزية)
- ميغامان محارب النت على موقع كينوبويسك (الروسية)
- ميغامان محارب النت على موقع ANN anime (الإنجليزية)